# Frederik Oudschans Dentz
Koenraad Hendrik Frederik Christiaan Oudschans Dentz (Leeuwarden, 3 september 1876 - Claremont (Kaapstad), 19 juli 1961) was een rijksambtenaar en publicist die werkte en woonde in Zuid-Afrika en Suriname.
Hij verzamelde een schat aan gegevens op historisch, biografisch en bibliografisch gebied en publiceerde hierover 85 publicaties in de West-Indische gids.

## Privéleven
Frederik Oudschans werd geboren op 3 september 1876 in Leeuwarden. Zijn ouders waren Simon Eliazer (Eduard) Oudschans, arts, en Johanna Francisca Dina Brokmeier. Hij doorliep de 5-jarige HBS. 
In 1911 trouwde hij met Rachel Maud Thompson, een onderwijzeres uit Hastings die hij had ontmoet tijdens zijn verblijf in Engeland. Het echtpaar had een dochter.
In 1947 emigreerde Oudschans Dentz met zijn vrouw en dochter naar Zuid-Afrika waar hij in 1961 overleed.

## Zuid-Afrika (1896-1902)
Oudschans Dentz voelde zich al op jonge leeftijd aangetrokken tot de groot-Nederlandse gedachte. In oktober 1896 besloot hij naar aanleiding van de Jameson Raid om naar de Zuid-Afrikaansche Republiek (Transvaal) te vertrekken. 
Op 10 december 1896 trad hij in dienst bij de Nederlandsch-Zuid-Afrikaansche Spoorwegmaatschappij (NZASM) in Johannesburg. Naast zijn werk ontplooide hij verschillende initiatieven. Hij was secretaris van de personeelsvereniging van de NZASM. Hij was een van de vijf oprichters van de groep Zuid-Afrika van het Algemeen-Nederlands Verbond (ANV).
In juli 1899 liet hij zich naturaliseren tot burger van de Zuid-Afrikaanse Republiek  met als gevolg dat hij tijdens de Tweede Boerenoorlog opgeroepen werd voor militaire dienst. Hij werd naar het oosten van Transvaal en Natal gezonden voor de spoorwegdienst. In 1900 namen de Britten de macht over en werd de Nederlandsch-Zuid-Afrikaansche Spoorwegmaatschappij onder Brits militair toezicht gesteld. Personeel van de NZASM werd ontslagen. Oudschans Dentz heeft daarna nog twee jaar als administratief medewerker gewerkt in het hospitaal van Johannesburg. Op 18 januari 1902 keerde hij terug naar Nederland.

F. Oudschans Dentz voor de openbare leeszaal en boekerij van het Algemeen Nederlandsch Verbond, groep Suriname, te Paramaribo, ca. 1920

## Suriname (1902-1926)
Op 1 november 1902 vertrok Oudschans Dentz naar Suriname. Hij werkte korte tijd als opzichter op de plantages Zoelen en Jagtlust. In 1903 werd hij benoemd tot ambtenaar bij de secretarie van het gouvernement. In 1906 kreeg hij buitenlands verlof wegens ziekte. Hij verbleef een jaar in Nederland waar hij werkzaamheden verrichtte voor het ANV en een jaar in Londen waar hij werkte bij de Melee Diamond Combination. In september 1906 vertrok hij weer naar Suriname waar hij zijn werk bij het gouvernement weer oppakte. Hij werd belast met het ordenen van het archief, werkte op de administratie van het departement Financiën, en was lid en secretaris van verschillende regeringscommissies.
Daarnaast was hij correspondent van het Koloniaal Weekblad, uitgegeven door de Koninklijke Vereeniging Oost en West in Den Haag, diaken van de Hervormde Gemeente van Paramaribo en secretaris van het ANV. In 1910 werd zijn tweede naam Dentz toegevoegd aan de familienaam Oudschans. In juli 1911 werd hij genaturaliseerd tot Nederlander.
Op 16 mei 1910 werd hij benoemd administrateur van het Militair Hospitaal in Paramaribo. Daar werkte hij tot 31 januari 1926. Tijdens  verlof naar Nederland in 1916-1918 werkte hij bij het Ministerie van Koloniën in Den Haag. In 1926 vertrok hij wederom met verlof naar Nederland. In 1930 ontving hij eervol ontslag.
In de tijd dat Oudschans Dentz in Suriname werkte heeft hij over veel verschillende onderwerpen geschreven voor bladen en kranten in Nederland, Suriname en Brits-Guiana. In de West-Indische Gids publiceerde hij 85 artikelen, vooral over de geschiedenis van Suriname.

## Terug in Nederland (1926-1947)
Terug in Nederland trad in dienst van het Algemeen-Nederlands Verbond. Tot 1932 werkte hij als plaatsvervangend administrateur en vanaf 1932 tot 1946 was hij bestuurder van de afdeling boekverspreiding. Dit werk paste bij zijn ideaal: het beter bekend maken van de Groot-Nederlandse gedachte door de geschiedenis en cultuur van Nederlandstalige gebieden onder de aandacht te brengen van een groter publiek. Met name Zuid-Afrika had zijn aandacht: Hij verzamelde materiaal voor het Nasionale Vrouemonument in Bloemfontein. Hij organiseerde tentoonstellingen over de presidenten Paul Kruger en Marthinus Theunis Steyn, de boerengeneraal Christiaan de Wet, Jan van Riebeeck en over de Grote Trek. In 1953 werd hij benoemd tot erelid van het ANV.
In 1927 was Oudschans Dentz lid geworden van de Maatschappij der Nederlandse Letterkunde. In 1954 werd hij benoemd tot erelid. In 1937 werd hij lid van het hoofdbestuur van de vereniging Oost en West en in 1947 ontving hij van de vereniging een zilveren erepenning. Van het ANV had hij in 1945 ook al een zilveren erepenning ontvangen ‘wegens verdiensten voor den Nederlandschen Stam’. Op 18 oktober 1937 werd hij benoemd tot ridder in de Orde van Oranje Nassau.

## Tweede periode in Zuid-Afrika (1947-1961)
In 1947 emigreerde Oudschans Dentz met zijn Engelse vrouw en dochter naar Zuid-Afrika. Hij bleef publiceren en werd weer actief in de Kaapse ANV-afdeling. Hij was lid van het nationale comité dat het Van Riebeeckfestival organiseerde. Het festival herdacht de aankomst van Jan van Riebeeck bij de Kaap de Goede Hoop op 6 april 1652 en de grondlegging van de Nederlandse Kaapkolonie.
Oudschans Dentz heeft grote delen van zijn verzameling, waaronder veel krantenknipsels, geschonken aan het Westkaapse Argief, aan het Zuid-Afrikahuis in Amsterdam en aan het Koninklijk Instituut voor de Tropen.

## Publicaties (selectie)
- Geschiedkundige aantekeningen over Suriname en Paramaribo. (Overdruk uit het dagblad De West), 1911
- Onze West in Beeld en Woord. Fotoboek. (Samen met de onderwijzer Herm. J. Jacobs). J.H. de Bussy, Amsterdam, 1917
- Onze West; I. De kolonie Suriname; II. De kolonie Curaçao en onderhorigheden. (Samen met mr. B. de Gaay Fortman). Vereeniging Oost en West, Den Haag, 1918.
- De kolonisatie van de Portugeesch-Joodsche natie in Suriname en de geschiedenis van de Joden Savanne. Menno Hertzberger, Amsterdam, 1927
- Cornelis van Aerssen van Sommelsdijck, een belangwekkende figuur uit de geschiedenis van Suriname. P.N. van Kampen & Zoon, Amsterdam, 1938
- Geschiedkundige tijdtafel van Suriname. J.H. de Bussy, Amsterdam, 2e druk 1949
- History of the English Church at The Hague 1586-1929. Meinema, Delft, 1929
- De groote trek. Gedenkschrift tgv het eeuwfeest van den slag bij Bloedrivier op 16 december 1838 (Dingaansdag) en van den Grooten Trek, 1938
- Digitaal overzicht van artikelen van Fred. Oudschans Dentz verschenen in de New West Indian Guide/Nieuwe West-Indische Gids. Bezochtdatum 15 augustus 2020